# Distretto di Guzmango
Il distretto di Guzmango è uno degli otto distretti  della provincia di Contumazá, in Perù. Si trova nella regione di Cajamarca e si estende su una superficie di 49,88 chilometri quadrati.

Ha per capitale la città di Guzmango e contava 3.039 abitanti al censimento 2005.